# SFAI 1048–1049
Die SFAI 1048–1049 (später SFAI 1401–1402) waren zwei Verschublokomotiven der Strade Ferrate dell’Alta Italia (SFAI).

## Geschichte
Die beiden kleinen zweifach gekuppelten Lokomotiven mit aufrecht stehendem Kessel wurden von Cockerill 1872 an die SFAI geliefert.
Sie erhielten zunächst die Nummern 1048 und 1049, später 1401 und 1402.
1885 kamen sie zur Rete Mediterranea (RM), die ihnen die Betriebsnummern 5001 und 5002 gab.
Die RM teilte ihren Triebfahrzeugen auch Namen zu, und zwar solche von Gewässern.
Da die zwei Verschublokomotiven ganz vorne in der Liste standen, erhielten sie Namen der wichtigsten Gewässer, nämlich OCEANO und PACIFICO.
Andere weit wichtigere Loks mussten sich hingegen mit kleineren Gewässern zufriedengeben.
Die italienischen Staatsbahnen (FS) reihten sie noch als 0051 und 0052 in ihre Reihe 005 ein.